# En la oscuridad (novela)
En la oscuridad Diez meses secuestrado por Al Qaeda en Siria, es una novela autobiográfica de periodista español Antonio Pampliega publicada en 2017. Esta novela es un compendio de las notas que escribió el protagonista en diferentes cuadernos escritos durante los 299 días que estuvo secuestrado en Siria. La novela está escrita en primera persona y en forma de diario.

## Argumento
El 10 de julio de 2015 tres periodistas españoles, Antonio Pampliega, Ángel Sastre y José Manuel López, cruzaron la frontera de Turquía en dirección a Siria para grabar un reportaje sobre los Cascos Blancos. Inesperadamente, una furgoneta se cruzó cortándoles el paso, salieron seis personas armadas que los metieron en el interior de la furgoneta. El contacto que tenían en Siria les había traicionado.
Desde el 12 de junio de 2015, y hasta el su liberación el 7 de mayo de 2016. Casi 10 meses de secuestro a manos de Jabhat al-Nusra, filial de una rama de Al Qaeda en Siria. Antonio Pampliega estuvo, desde octubre de 2015 hasta el día en que lo liberan, sin la compañía de sus compañeros de trabajo. Recibe por parte de los secuestradores golpes, humillaciones y amenazas de muerte, ya que se pensaban que era un espía del Gobierno de España.
Es la primera vez que un periodista español escribe en primera persona un secuestro en Siria. Escribió y memorizó en diferentes cuadernos su día a día para  luego escribir  la obra. El autor trata de dar voz a los que han vivido pero no han podido contarlo.

## Crítica
Según el periódico La Marea el libro es un perdón hacia su familia que han sufrieron su ausencia temiéndose lo peor durante los 299 días que estuvo secuestrado Antonio Pampliega y la periodista Cristina Sánchez, que ejerció de representante de la familia durante los 10 meses de secuestro, el libro es un camino para “superar la culpa, afrontar la rabia,  y las noches de sufrimiento”. Además, por poder escribir este relato humanista de un situación inhumana.